# Euseius victoriensis
Euseius victoriensis är en spindeldjursart som först beskrevs av Womersley 1954.  Euseius victoriensis ingår i släktet Euseius och familjen Phytoseiidae. Inga underarter finns listade i Catalogue of Life.